# 유럽의 지도 제작
초기 지도 제작에서 유럽에 대한 묘사는 초기 세계 지도에서 찾을 수 있다. 고전 고대에는 유럽이 지중해 북쪽 지구의 4분의 1을 덮는다고 여겨졌으며, 이는 중세의 TO 지도에서도 따랐다.
2세기 프톨레마이오스의 세계 지도는 이미 남유럽과 서유럽에 대해 비교적 정확하게 묘사했지만, 북유럽과 동유럽의 상세 정보는 알지 못했다.
헤리퍼드 마파 문디와 같은 중세 지도들은 여전히 스칸디나비아가 섬이라고 여겼다. 16세기에 발전이 있었고, 게라르두스 메르카토르는 스칸디나비아를 반도로 보여주는 등 유럽 전체를 정확하게 나타냈다.
2014년경에는 각국의 실업률, 북대서양 조약 기구 회원국 확대 등에 초점을 맞춘 유럽 지도들이 있다.

## 같이 보기
- 유럽의 지리
- 대륙의 경계